# Јапански језик
Јапански језик (јап. 日本語, нихонго) је службени језик Јапана. Говори га око 125 милиона људи, првенствено у Јапану где га као свој матерњи говори 99% популације. Осим тога се говори и у деловима Кине, Кореје и Филипина који су дуго били под јапанском влашћу, и разним Пацифичким острвима, те подручјима где живи пуно јапанских емиграната (САД, Бразил). Јапански емигранти такође живе у Перуи, Аргентини, Аустралији (посебно у источним државама) и Канади (посебно у Ванкуверу где је 1,4% популације јапанског порекла).
Назив језика је настао је од следећих речи:
- 日 (ни, ничи) - дан, сунце
- 本 (хон) - извор, извори; књига, књиге
- 語 (го) - реч, језик, говор

Реч нихон (日本) значи Јапан, а нихонго (日本語) у буквалном смислу језик Јапана.
Постоји неколико теорија о настанку јапанског језика, али научници се још увек разилазе у мишљењима. Највероватнија теорија повезује јапански с изумрлим језицима који су се у прошлости употребљавали на подручју корејског полуострва и Манџурије.
Због развоја у дугогодишњој изолацији, тешко је пронаћи било какве везе између јапанског и других језика. Јапански језик заједно с Рјукју језицима спада у јапанску језичку породицу. Признавањем рјукју језика као посебних од стране лингвиста, јапански језик се у научној литератури све мање сврстава у изоловане језике, а кад ускоро рјукју језици буду у потпуности стандаризовани, јапански језик ће и званично изаћи из класификације која га сврстава у изоловане језике, а у новој класификацији ће се појавити категорија „јапанска породица језика“.

## Заступљеност јапанског језика у свету
Међу јапанским емигрантским заједницама највећа је у Бразилу са између 1,4 и 1,5 милиона становника јапанског порекла (према бразилским званичним подацима ИБГЕ). У САД живи више од 1,2 милиона Јапанаца: значајан број живи у Калифорнији, док приближно 12% становника Хаваја говори јапански као матерњи језик; у 2008. години проценат је износио 12,6% популације пореклом из Јапана. Јапанских емиграната такође има у Перуу, Аргентини, Аустралији (посебно у источним деловима земље), Канади и на Филипинима.
Јапански као страни језик говори се и учи широм света, првенствено у земљама Азије. Пре и након Другог светског рата, због јапанске анексије Тајвана и Кореје, као и због делимичне окупације Кине, Филипина и разних пацифичких острва, локално становништво тих држава учило је јапански језик као језик царевине. Као резултат тога, многи старији држављани тих земаља говоре јапански као страни језик.
Данас је јапански језик привлачан широм света пре свега због савремене јапанске поп културе, кинематографије, музике и стрипова.

## Порекло јапанског језика
Има више претпоставки о пореклу јапанског језика. Званични став је да је јапански језик изолат, што значи да по језичкој сродности не припада ни једној језичкој породици. Међутим, према граматичким особеностима неки лингвисти га сврставају у алтајске језике (тунгуски, монголски, туркијски језици), повезује се и са индонежанским језиком, уочене су сличности и са корејским, док га други доводе у везу са језиком староседелаца јапанских острва Аину.

## Историја јапанског језика
Сматра се да су јапански и језик рјукјуан донели досељеници из континенталне Азије или са Пацифичких острва у другом веку пре нове ере. Мало се зна о језику из овог доба.
Најстарији писани текстови пронађени у Јапану су Кођики и Манјошу, који датирају из раног 8. века. Ово је старо-јапански период и у њему се ширио будизам, преко кога је донет кинески систем писања у Јапану. Најстарији текстови записани су на класичном кинеском писму, али је требало да се читају на јапанском језику. Коришћење кинеских карактера за изговор јапанског језика назива се манјогана. Касније, у 9. веку измишљено је кана писмо (хирагана и катакана), које је заменило манјогану.
Следи период класичног јапанског језика, током историјског Хеиан периода. У 11. веку настало је чувено дело Приче о Генђију, које се сматра првим романом на свету. Написала га је жена под књижевним псеудонимом Мурасаки Шикибу.
У модерно доба јапански језик је почео да се стандардизује и то у граду Едо (сада Токију) који је од тога доба постао највећи град у Јапану. У време Меиђи рестаурације (1868), отварањем Јапана према западу, у јапански језик су почеле да долазе стране речи и из других крајева света. Посебно велики број речи долази из енглеског језика после 1945. године.
Јапански језик какав данас познајемо стандардизован је после Другог светског рата.

## Јапанско писмо
Иако не потиче од кинеског, јапански језик користи кинеско писмо. Писмо су Јапанци преузели од Кинеза у 5. веку. За идеографске кинеске знакове зване канџи (漢字) су развили властити систем читања и из њих развили два слоговна писма, хирагану (ひらがな, хирагана) и катакану (カタカナ, катакана). Свако од три писама има своје место и начин кориштења. Док се поједини канџији или скупине канџија користе за записивање именица и корена глагола, хирагана се користи у комбинацији с канџијима за запис граматичких наставака (глаголска времена, компарације придева, и сл.), граматичке речи (везници, чланови итд.) и јапанских речи за које не постоје канџији. Катаканом се пишу стране речи и ономатопејски изрази, а понекад се користи и за наглашавање појединих речи (слично као подебљана или укошена слова у латиници). Осим та три писма, повремено се користи и латиница (ローマ字, ромаџи), углавном за скраћенице и понекад за наглашавање речи.
У основну писменост спада познавање слоговних писама катакане и хирагане (које броје по 48 слова), као и познавање карактера (канџи) пореклом из Кине, који су прописани програмом Министарства школства. Листа кинеских карактера ђоојоо канђи према званичним подацима из 2015. године броји 2136 карактера који се уче током целог школовања. Процењује се да се у свакодневној употреби користи 2000 карактера, док професори са универзитета и интелектуалци користе око 5000 карактера.
У јапанском систему писања могућа су два смера писања:
- усправно (традиционалан начин) - ступци здесна налево, знакови у ступцу одозго према доле
- водоравно (данас заступљеније) - редови одозго према доле, знакови у реду слева надесно

Традиционалан смер писања је здесна налево и одозго надоле. Данас се користи у књигама и новинама. Заступљен је и смер слева надесно, одозго надоле, поготово у новије време од експанзије технологије и рачунара.

## Вокабулар
Првобитни јапански језик звао се Јаматокотоба (језик Јамата). Имао је веома мали број гласова, али је зато имао више комбинација тих гласова него данашњи јапански. У додиру са кинеском културом и језиком, дошло је до великих промена у језику, што за резултат има да данашњи јапански речник садржи 55% речи кинеског порекла, 5% речи које су састављене и од кинеског и јапанског корена, а само 35% изворних чистих јапанских речи. Од скоро су били и утицаји других језика, претежно португалског, холандског и енглеског. Било које позамљенице у јапанском се називају gairaigo.

## Фонологија и изговор
Јапански језик има пет самогласника. Прилично су блиски нашим самогласницима, с изузетком незаобљеног  уместо заобљеног /u/. Тај глас се изговара слично немачком .
Сугласници који не постоје у нашем фонолошком систему су [ɕ], безвучни алвеопалатални фрикатив који се изговара као меко /š/ (глас се појављује у српском језику, али дијалектално, претежно у Црној Гори), , безвучни двоуснени фрикатив који звучи као глас између /f/ и /h/, , односно  најближи су нашем /r/, али први је сличан комбинацији гласова /r/ и /l/ (/l/ не постоји као засебан фонем у јапанском језику), док је други најближи комбинацији /r/ и /d/. Оба су класификована као алвеоларни дотачници (tap или flap на енглеском), а  је латералан, попут гласа /l/. Наш глас /r/, за разлику од тога, у стандардном језику спада у дрхтајне гласове (trill). Глас /n/ се изговара као /m/ испред двоуснених сугласника /b/, /p/ и /m/, а испред /k/, /g/ и /n/ се изговара  те постаје веларни назал.
Гласови /y/ и /w/ изговарају се слично енглеским варијантама, као у речима you односно we. У модерном јапанском иза њих не могу следити самогласници /i/ и /e/. Остали гласови блиски су нашем фонолошком систему.
Важно је напоменути како се, и у говору и писму, јапански фонолошки систем темељи на слоговном изговору, па се гласови изговарају и понекад мењају зависно од сугласника који следи самогласник. Тако ред слогова који почињу с /t/ има изузетак кад након њега слиједи глас /i/, па постаје /chi/ (писано ромађијем), те је исти случај са /s/ где добијамо /shi/. Други изузетак је самогласник /u/ који модификује t-ред где тај слог гласи /tsu/ изговара се . Та појава назива се алофонијом.

## Важније особине јапанске граматике
Основна карактеристика јапанске граматике је субјекат – објекат – предикат структура реченица, за разлику од већине индоевропских језика који имају структуру "субјекат – предикат – објекат". Осим тога, постоје само два основна глаголска времена, прошло и садашње (која се понекад назива и „не-прошло“, због чињенице да се употребљава и за изражавање будућности). Именице немају род, нити број. Правила за конјугацију глагола и придева су релативно једноставна и скоро уопште немају изузетке, а деклинације именица не постоје.
Иако су основна правила јапанског прилично јасна, проблеми при учењу тог језика настају због различитих начина опхођења зависно од положаја говорника и његових суговорника на социјалној лествици. Зависно од тога да ли говорите с надређенима, непознатим особама, пријатељима или члановима властите породице, користе се различите речи и различити глаголски облици. Основна подела нивоа „пристојности“ језика је на обични облик (砕けた, кудакета), једноставни пристојни облик (丁寧語, теинеиго) и напредни пристојни облик (敬語, кеиго).
Јапански спада у аглутинативне језике, што значи да граматички наставци следе један иза другог након основе, где сваки од њих изражава појединачно значење. На пример, посебан наставак за жељни облик, негацију и прошлост „слепљују“ се на основни глаголски облик, као у 帰りたくなかった (нисам/није се желио/ла вратити).
Непостојање рода и броја узрокује вишезначност исказа ако га гледамо изван контекста. Ипак, падеж или тачније улога речи обележава се граматичким честицама. Разликујемо wa који означава тему, као на пример у わたしはがくせいです (Watashi wa gakusei desu, Ја сам ученик, дословно У вези мене, ученик јест), где означава да је ја тема реченице. То значи да у идућој реченици можемо рећи ペットがあります (Petto ga imasu, Имам кућног љубимца, дословно Љубимац постоји) и биће јасно да може бити реч само о говорнику јер се тема није променила. За разлику од wa, ga оквирно одговара падежу номинатива те често означава субјекат реченице, али не мора и тему разговора, особито ако му је wa претходио у тексту или говору.
Још неке учестале граматичке честице су: wo (изговара се /o/, реч која јој претходи најчешће је објекат реченице, односно ова честица најближа је функцији акузатива), ni (близак дативу и локативу), no (изражава посвојност, близак генитиву) те he (изговара се /e/, назначује смер кретања или слања). Све ове честице означавају реч која им претходи.
Иако се не мењају као у флексијски богатим језицима, и именице у јапанском подложне су променама. Ту је реч о деривацијској промени, јер додавањем различитих афикса (префикса и суфикса) мењамо значење речи. На пример, お金 (okane, новац) или お茶(ocha, чај), сасвим су прихватљиви без почетног o-, али додавање тог префикса има социјалну функцију - изражава више поштовања и прихватљивије је да их користе особе женског рода. С друге стране, суфикси попут ～たち (tachi) или ～的 (teki) могу се додати одређеним именицама да специфично истакну множину, односно учине именицу описним придевом (као група придева која се у нашем језику завршава на -ан: модеран, ренесансан итд..).
У јапанском постоје две врсте придева. Једна од њих се употребљава слично именицама (-на придеви), те им је блиска по граматичким правилима. Облик им је разнолик, а кад се употребљавају пре именице завршавају на -на. Друга је сличнија глаголима (-и придеви) те подложна свим граматичким наставцима који могу уследити након глаголских основа. Сви се завршавају на -и у необележеном облику.
Јапански глаголи се по јапанској класификацији деле у пет група, то већина граматика писаних за ученике којима јапански није матерњи језик употребљава основну поделу на две групе. То су -у глаголи и -ру глаголи. Разликују се по променама које се догађају на глаголској основи код формирања неких глаголских облика и по наставцима који им се додају у неким облицима.

## Пример текста
Члан 1 Универзалне декларације о људским правима:
```
すべての人間は生まれたときから自由であり、その尊厳と権利において平等である。
人間は生まれながらにして理性と良心を授けられており、お互いに兄弟愛の精神で行動しなければならない。

```

Транскрипција:
```
Subete no ningen wa umareta toki kara jiyū de ari, sono songen to kenri ni oite byōdō de aru. 
Ningen wa umarenagara ni shite risei to ryōshin o sazukerareteori, otagai ni kyōdai-ai no seishin de kōdō shinakereba naranai.

```